# Chiromyscus chiropus
Chiromyscus chiropus és una espècie de mamífer rosegador de la família dels múrids. Viu a altituds superiors a 700 msnm a Laos, Myanmar, Tailàndia, el Vietnam i la Xina. Es tracta d'un animal arborícola. El seu hàbitat natural són els boscos humits, tant perennifolis com caducifolis. És una espècie en risc mínim, és a dir, no sembla que hi hagi cap amenaça significativa per a la seva supervivència. El seu nom específic, chiropus, significa ‘mà-peu’ en llatí.